# Trichaetipyga infantilis
Trichaetipyga infantilis är en insektsart som beskrevs av Ball. Trichaetipyga infantilis ingår i släktet Trichaetipyga och familjen hornstritar. Inga underarter finns listade i Catalogue of Life.